# اماگنی
اماگنی (به فرانسوی: Amagney) یک کمون در فرانسه است که در Canton of Marchaux واقع شده‌است.

## خصوصیات
اماگنی ۱۳٫۱۳ کیلومترمربع مساحت و ۷۲۴ نفر جمعیت دارد.